# Miquel Bauçà
Miquel Bauçà Rosselló (Felanich, Baleares, 1940 - Barcelona, 2004) fue un poeta y escritor español en lengua catalana.
Sus poemas han aparecido en la mayoría de las antologías de poesía catalana contemporánea. Fue reconocido como poeta desde muy joven con "Una bella història" (1962). Bauçà alternó la poesía y la narrativa hasta la publicación de "El Canvi" (1998), punto culminante de su obra e inicio de un proyecto poético-enciclopédico que fue profundizando en sus obras posteriores[cita requerida]. Su muerte solitaria, desquició el mundo literario haciendo más enigmática aún la figura de un autor que solo quiso ser conocido por sus escritos.[cita requerida]

## Obra

### Poesía
- Una bella història (1962) Premio Joan Salvat-Papasseit de poesía
- El noble joc (1972)
- Poemes (1973)
- Notes i comentaris (1975) Premio Vicent Andrés Estellés de poesía
- Cants jubilosos (1977) (Premio en el Certamen de honor de la Virgen de San Salvador de Felanich)
- Les Mirsines: colònia de vacances (1983)
- Obra poètica 1959-1983 (1987)
- El crepuscle encén estels (1992)
- En el feu de l'ermitage Premio Miquel de Palol de poesía
- El Canvi (1998) Premio Crítica Serra d'Or
- Els estats de connivència (2001)
- Els somnis (2003)
- Rudiments de saviesa (2005)
- Certituds immediates (2007).

### Narrativa
- Carrer Marsala (1985) Premio Ciudad de Barcelona
- L'estuari (1990) Premio Sant Joan de narrativa
- El vellard. L'escarcellera (1992).